# Elliott Gould
Elliott Gould, echte naam Elliott Goldstein, (Brooklyn (New York), 29 augustus 1938) is een Amerikaanse acteur. Hij werd in 1970 genomineerd voor een Academy Award voor zijn bijrol in Bob & Carol & Ted & Alice en een jaar later voor een Golden Globe voor M*A*S*H.
Goulds ouders (Lucille en Berne Goldstein) waren Oost-Europese Joodse immigranten. Hij volgde een opleiding als danser en debuteerde als acteur in toneelmusicals. In de jaren zeventig was hij een vooraanstaand acteur met aanzienlijke rollen in onder meer Bob & Carol & Ted & Alice (1969), M*A*S*H (1970), de neo noir The Long Goodbye (1973), A Bridge too far (1977), Capricorn One (1978), The Lady Vanishes (1979) en Escape to Athena (1979). Daarna verdween hij een beetje van het hoofdpodium en speelde hij voornamelijk bijrollen. Vanaf 1994 was Gould geregeld te zien in de sitcom Friends als Jack Geller, de vader van hoofdpersonages Ross en Monica.
Regisseur Steven Soderbergh trommelde Gould in 2001 op om een voornaam personage in de film Ocean's Eleven te spelen. Daarop mocht hij ook in de vervolgen Ocean's Twelve en Ocean's Thirteen opdraven.
Gould trouwde in 1963 met zangeres en actrice Barbra Streisand, met wie hij in 1966 zoon Jason Gould kreeg. Nadat hun huwelijk in 1971 strandde, hertrouwde Gould twee jaar later met Jenny Bogart, met wie hij daarvoor al twee kinderen kreeg. In 1976 kwam ook aan dit huwelijk een einde. Het stel hertrouwde in 1978, maar ging in 1989 wederom uit elkaar.

## Filmografie
- Dangerous Lies (2020) - Leonard Wellesley
- Romancing Brazil (2018) - Samuel Stern
- Ocean's 8 (2018) - Reuben Tishkoff
- Humor Me (2017) - Bob Kroll
- The History of Love (2016) - Bruno Leibovitch
- Yellowbird (2014) (stem) - De uil
- Live at the Foxes Den (2013) - Paul Munchak
- Switchmas (2012) - Sam Finkelstein
- Fred Won't Move Out (2012) - Fred
- Divorce Invitation  (2012) - Paul Lipnicks
- Ruby Sparks (2012) - Dr. Rosenthal
- Contagion (2011) - Dr. Ian Sussman
- Expecting Mary (2010) - Horace Weitzel
- Uncorked (2009) - Paul Browning
- Morning (2009) - Dr. Goodman
- Little Hercules in 3-D (2009) - Socrates
- Noah's Ark: The New Beginning (2009) (stem) - God
- The Caller (2008) - Frank Turlotte
- The Deal (2008) - Rabbi Seth Gutterman
- The Ten Commandments (2007) (stem) - God
- WordGirl (2007) (stem) - The Masked Meat Marauder
- Saving Sarah Cain (2007) - Bill
- Ocean's Thirteen (2007) - Reuben Tishkoff
- Masters of Horror: - The Screwfly Solution (2006) - Barney
- Open Window (2006) - John
- Bad Apple (2004) - Buddha Stanzione
- Ocean's Twelve (2004) - Reuben Tishkoff
- From Wharf Rats to Lords of the Docks (2004) - Verteller
- The Cat Returns (2002) -
- Puckoon (2002) - Dr. Goldstein
- Ocean's Eleven (2001) - Reuben Tishkoff
- The Experience Box (2001) - Dr. Keith Huber
- Boys Life 3 (2000) - Aaron's Father
- Picking Up the Pieces (2000) - Father LaCage
- Playing Mona Lisa (2000) - Bernie Goldstein
- American History X (1998) - Murray
- Getting Personal (1998) - Jack Kacmarczyk
- The Big Hit (1998) - Morton Shulman
- Michael Kael vs. the World News Company (1998) - Coogan
- City of Industry (1997) - Gangster
- Hotel Shanghai (1997) - Hutchinson
- Camp Stories (1997) - Older David Katz
- Inside Out (1997) - Aaron's Father
- Busted (1996) - TV Show Host
- Kicking and Screaming (1995) - Grover's Dad
- A Boy Called Hate (1995) - Richard
- Cybill (1995) - Zichzelf
- P.C.H (1995) - Randy's Father
- The Feminine Touch (1995) - Kahn
- Cover Me (1995) - Capt. Richards
- Lois & Clark: The New Adventures of Superman (1994) - Vincent Winniger
- Naked Gun 33⅓: The Final Insult (1994) - Zichzelf
- Bleeding Hearts (1994) - Mr. Baum
- The Glass Shield (1994) - Greenspan
- The Dangerous (1994) - Levine
- Bloodlines: Murder in the Family (1993) -  Stewart Woodman
- Amore! (1993) - George Levine
- Hoffman's honger (1993) - Felix Hoffman
- The Player (1992) - Zichzelf
- Somebody's Daughter (1992)  - Hindeman
- Beyond Justice (1992) - Lawyer
- Wet and Wild Summer! (1992) - Mike McCain
- Bugsy (1991) - Harry Greenberg
- Dead Men Don't Die (1991) - Barry Barron
- The Lemon Sisters (1990) - Fred Frank
- Stolen: One Husband  (1990) - Martin Slade
- Night Visitor (1989) - Ron Devereaux
- The Big Picture (1989) - Lawyer
- Judgement (1989) - Judge Callow
- Secret Scandal  (1989) -
- Paul Reiser: Out on a Whim (1988) -
- Act of Betrayal (1988) - Callaghan
- The Telephone (1987) - Rodney
- Frogs (1987) - Bill Anderson
- Conspiracy: The Trial of the Chicago 8 (1987) - Leonard Weinglass
- Lethal Obsession (1987) - Serge Gart
- Dangerous Love (1987) -  Rick
- Inside Out (1987) - Jimmy Morgan
- The Myth (1986) -
- Vanishing Act (1986) - Lieutenant Rudameyer
- The Muppets Take Manhattan (1984) - Cop in Pete's
- The Naked Face (1984) - Angeli
- Over the Brooklyn Bridge (1984) - Alby Sherman
- Emergency Room  (1983) - Dr. Howard Sheinfeld
- The Rules of Marriage  (1982) -
- The Devil and Max Devlin (1981) - Max Devlin
- Dirty Tricks (1981) - Prof. Colin Chandler
- Falling in Love Again (1980) - Harry Lewis
- The Last Flight of Noah's Ark (1980) - Noah Dugan
- The Muppet Movie (1979) - Beauty Contest Compere
- Escape to Athena (1979) - Charlie Dane
- The Lady Vanishes (1979) - Robert Condon
- The Silent Partner (1978) - Miles Cullen
- Matilda (1978) - Bernie Bonnelli
- Capricorn One (1978) - Robert Caulfield
- A Bridge Too Far (1977) - Col. Bobby Stout
- Harry and Walter Go to New York (1976) - Walter Hill
- I Will, I Will... for Now (1976) - Les Bingham
- Nashville (1995) - Zichzelf
- Mean Johnny Barrows (1995) - The Professor
- Whiffs (1975) - Dudley Frapper
- California Split (1974) - Charlie Waters
- S*P*Y*S (1974) - Griff
- Busting (1974) - Vice Detective Michael Keneely
- Who? (1973) - Sean Rogers
- The Long Goodbye (1973) - Philip Marlowe
- The Special London Bridge Special (1972) - The Villain
- The Touch (1971) - David Kovac
- Little Murders (1971) - Alfred Chamberlain
- I Love My Wife (1970) - Richard Burrows
- Move (1970) - Hiram Jaffe
- Getting Straight (1970) - Harry Bailey
- Airport (1970, stem) -
- M*A*S*H (1970) - Trapper John
- Bob & Carol & Ted & Alice (1969) - Ted
- The Night They Raided Minsky's (1968) - Billy Minsky
- Once Upon a Mattress (1964) - Jester
- The Confession (1964) - the Mute

- Bibsys: 97011545
- Biblioteca Nacional de España: XX1266406
- Bibliothèque nationale de France: cb13894634r (data)
- Gemeinsame Normdatei: 136436242
- International Standard Name Identifier: 0000 0001 1038 8166
- Library of Congress Control Number: n88156691
- MusicBrainz: 9f2685dd-104e-4988-a677-fe011b36ce72
- Nationale Bibliotheek van Tsjechië: xx0234223
- Nationale bibliotheek van Australië: 35728832
- Nationale Bibliotheek van Israël: 987007425823905171
- Nationale Bibliotheek van Polen: a0000001637322
- Nederlandse Thesaurus van Auteursnamen: 071809740
- SNAC: w6sv0kb3
- Système universitaire de documentation: 070993955
- Trove: 1060893
- Virtual International Authority File: 12491437
- WorldCat: E39PBJpjgpbHDBK968DGGpfwmd